# لاباس
لاباس هو برنامج تلفزيوني أسبوعي على قناة التونسية يقدمه الإعلامي التونسي نوفل الورتاني.

## وقت العرض
يبث لاباس مساء السبت  مع 21:00 بتوقيت تونس 23:00 بتوقيت مكة المكرمة.